# Heinrich Eberbach
Heinrich Eberbach, nemški general, * 24. november 1895, † 13. julij 1992.